# Катмулл, Эд
Эд Катмулл (Эдвин Эрл Катмулл, англ. Edwin «Ed» Earl Catmull; род. 31 марта 1945) — американский инженер-мультипликатор, специалист по компьютерной графике, президент DisneyToon Studios (2007—2018), Pixar и Walt Disney Animation Studios, тьюринговский лауреат (2019), член Национальной инженерной академии США (2000), четырёхкратный лауреат «Оскара».

## Ранние годы и образование
Родился в Паркерсберге (Западная Виргиния) в семье среднего достатка. С детства любил рисовать и рано увлёкся анимацией. В старших классах школы прочитал книгу Престона Блэра «Анимация» (1948), смастерил анимационный стенд с подсветкой, с помощью которого создавал свои первые примитивные мультфильмы. Однако к окончании школы понял, что недостаточно талантлив, чтобы стать художником-аниматором, и решил заняться наукой.
В 1969 году окончил Университет Юты, получив степени в области физики и компьютерных наук.
После окончания учёбы некоторое время работал в компании Boeing и в Нью-Йоркском технологическом институте. Однако осенью 1970 года вернулся в университет и поступил в аспирантуру.
Во время учёбы в аспирантуре под влиянием Айвена Сазерленда увлёкся интерактивной компьютерной графикой, и решил соединить своё увлечение наукой и анимацией, чтобы создать компьютерный анимационный фильм
.
В 1972 году создал свой первый анимационный фильм — оцифрованную модель своей левой руки. Премьера фильма «Рука» состоялась в 1973 году на конференции по информатике. Фрагменты «Руки» позже вошли в фильм «Мир будущего» (1976) — первый фильм с использованием трёхмерной компьютерной графики. С декабря 2011 года копия «Руки» хранится в Библиотеке Конгресса США.

## Карьера
В 1974 году основатель Нью-Йоркского института технологий Алекс Шур (англ. Alexander Schure) пригласил Катмулла возглавить новую лабораторию компьютерной графики. В 1977 году создал программу Tween для 2D-анимации, её задачей было автоматическое заполнение промежуточных кадров между первым и последним элементом движения. Программа помогала сделать процесс более простым и дешёвым.
Вскоре лаборатория Катмулла переключилась на трёхмерную компьютерную графику. Их работа привлекла внимание таких голливудских мэтров, как Джордж Лукас из Lucasfilm и Фрэнсиса Форда Копполы. В 1979 году возглавил новое компьютерное подразделение Lucasfilm.
Работая в Lucasfilm, участвовал в создании новой технологии (англ. digital image compositing), позволяющей комбинировать изображения. Был создан Pixar Image Computer, дающий возможность сканировать плёнку, добавлять новые спецэффекты и потом перенести результат назад на плёнку. Также была создана первая компьютерная система видеомонтажа.
В 1986 году компьютерное подразделение Lucasfilm приобрёл Стив Джобс, образованная компания получила название Pixar, а Катмулл стал её техническим директором, и стал основным разработчиком RenderMan.
После приобретения Disney в январе 2006 года студии Pixar Катмуллу вместе с Джоном Лассетером было поручено содействовать работе диснеевских анимационных студий. С 2007 года они возглавляли как президент и креативный директор соответственно три отдельных студии Disney: Pixar, Disney Animation и DisneyToon. 28 июня 2018 года последняя из них была ликвидирована, и Катмулл остался во главе двух оставшихся студий. За несколько дней до этого, 8 июня, было объявлено, что Джон Лассетер покинет Walt Disney Pictures в конце года из-за обвинений в непристойном поведении.

## Награды
В 1993 году получил свою первую награду за научно-технические достижения Академии кинематографических искусств и наук «за разработку стандарта RenderMan».
В 1995 году был избран действительным членом Ассоциации вычислительной техники.
В 1996 году получил второго «Оскара» за инновации в области Digital Image Compositing. В 1996 и 2011 годах получил Медаль прогресса. В 2001 году получил третьего «Оскара» за выдающиеся достижения в области рендеринга, примером которых является стандарт RenderMan студии Pixar.
В 2006 году был награждён медалью Джона фон Неймана за вклад в компьютерную графику, моделирование, анимацию и рендеринг.
В 2009 году получил четвёртую премию «Оскар» за научно-технические достижения — награду имени Гордона Сойера.
В 2020 году получил премию Тьюринга (за 2019 год).

## Личная жизнь
Женат на Сьюзан Андерсон Катмулл (англ. Susan Anderson Catmull). Вместе с женой и детьми живёт в Сан-Франциско.